# Johann Michael Fischer
Johann Michael Fischer (Burglengenfeld, 18 febbraio 1692 – Monaco di Baviera, 6 maggio 1766) è stato un architetto tedesco dell'Elettorato di Baviera. Attivo nell'epoca tardobarocca e rococò, fu uno dei maggiori rappresentanti di questi stili nella Germania meridionale.

## Biografia
Johann Michael era figlio di rispettati costruttori militari. Dal 1712 trascorse anni di studi in Boemia, Moravia e Austria; e nella sua opera unì elementi boemi al barocco bavarese.
Nel 1718 si stabilì a Monaco di Baviera dove lavorò con Johann Mayr. Nel 1723 acquistò i diritti di Master dalla vedova di un capomastro defunto. Sposando la figlia di Johann Mayr nel 1725 entrò definitivamente nella gilda. In seguito venne nominato architetto della corte bavarese e capomastro dell'Elettorato di Colonia.
Lavorò con alcuni dei più importanti artisti dell'epoca come Cosmas Damian e Egid Quirin Asam, Johann Joseph Christian, Johann Michael Feuchtmayer, Matthäus Günther, Ignaz Günther, Franz Joseph Spiegler, Johann Baptist Straub e Johann Baptist Zimmermann.
Morì a Monaco all'età di 74 anni e venne sepolto in una tomba sulla parete sud della Frauenkirche.
Una lapide lo ricorda sulla facciata del Municipio di Burglengenfeld.

## Opere

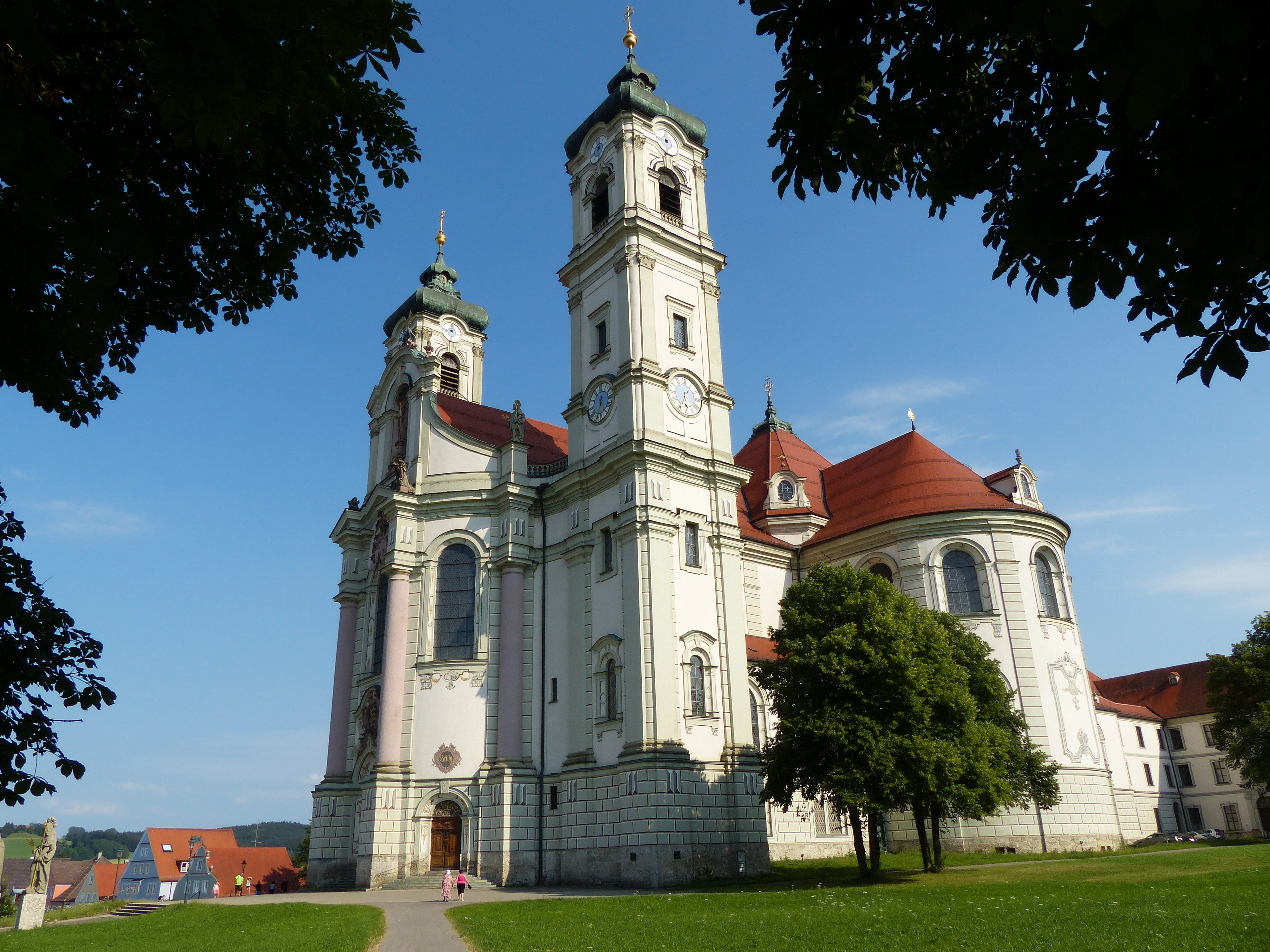
La Basilica di Ottobeuren.

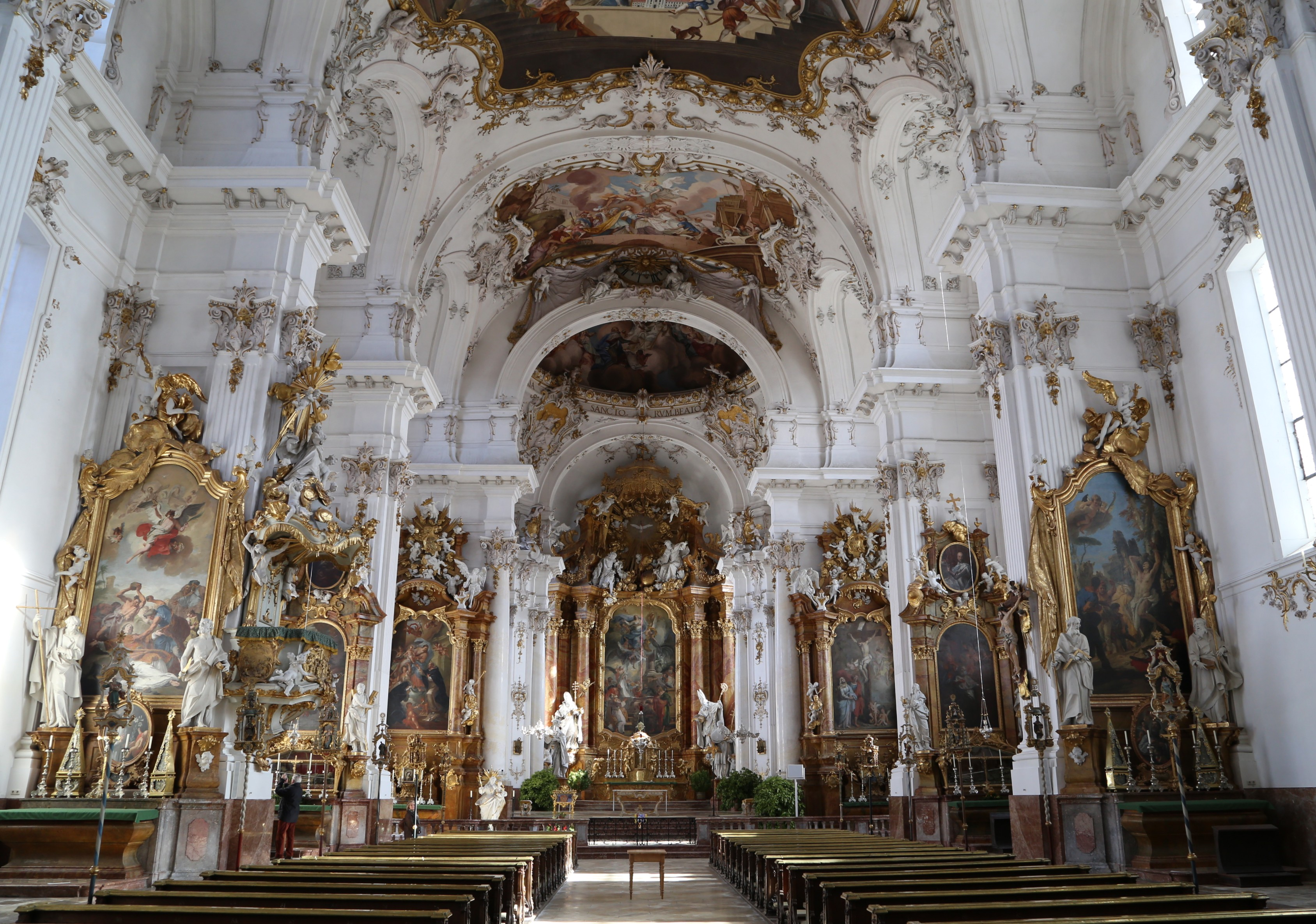
Chiesa dell'Abbazia di Dießen.

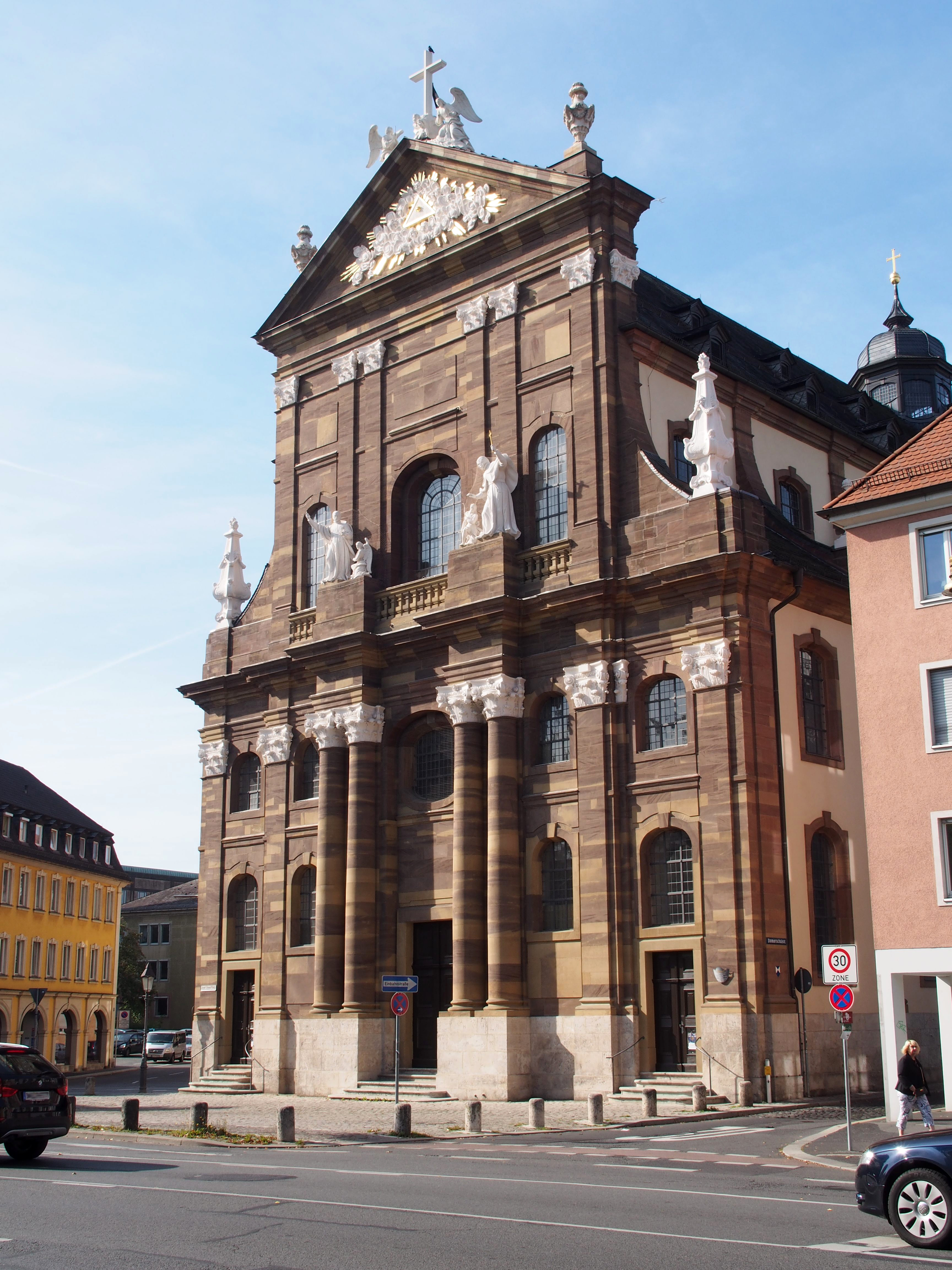
Chiesa di San Michele a Würzburg.

- 1723–27: Campanile della Chiesa del Santo Sepolcro a Deggendorf.
- 1724–27: Ristrutturazione del coro e della sagrestia dell'Abbazia di Niederalteich.
- 1727-28: Rifacimento della chiesa dell'Abbazia di Osterhofen.
- 1727: Barocchizzazione della chiesa dell'Abbazia di Rinchnach.
- 1727–33: Chiesa conventuale di Sant'Anna nel Lehel a Monaco di Baviera.
- 1731–33: Monastero di Niederviehbach, presso Landshut.
- 1730–31: Parrocchiale di Unering a Seefeld.
- 1731–33: Parrocchiale di San Giovanni Battista a Bergkirchen.
- 1732–39: Chiesa dell'Abbazia di Dießen, a Dießen am Ammersee.
- 1734-35: Santuario della Madonna della Neve di Aufhausen.
- 1736: Chiesa degli Agostiniani, a Ingolstadt (completamente distrutta nel 1945).
- 1737–51: Chiesa di San Michele a Berg am Laim, a Monaco di Baviera.
- 1740: Supervisore all'Abbazia di Wiblingen.
- 1740–45: Chiesa dell'Abbazia di Fürstenzell.
- 1741–50: Chiesa dell'Abbazia di Zwiefalten.
- 1748–60: Basilica dell'Abbazia di Ottobeuren.
- 1750–58: Cappella di sant'Anastasia nel Monastero di Benediktbeuern.
- 1751: Rimaneggiamento della chiesa dell'Abbazia di Neustift, a Frisinga.
- 1751–53: Chiesa di San Giorgio, a Bichl.
- 1751-60: Chiesa dell'Abbazia di Schäftlarn.
- 1750–52: Castello di Neuhaus am Inn.
- 1752–59: Chiesa di Sankt Rasso, a Grafrath.
- 1755: Parrocchiale di Sankt Vitalis a Sigmertshausen, presso Röhrmoos.
- 1755: Parrocchiale di San Giovanni Battista, a Sonderhofen.
- 1755: Santuario di Sant'Anna, a Haigerloch[1].
- 1755–65: Parrocchiale del Ritrovamento della Santa Croce, a Grafenrheinfeld.
- 1763–66: Chiesa dell'Abbazia di Altomünster.
- 1764–66: Parrocchiale di San Clemente, a Eschenlohe.
- 1763–66: Parrocchiale dei Santi Ruperto e Martino a Söllhuben, presso Riedering.
- 1759–63: Chiesa dell'Abbazia di Rott, a Rott am Inn.
- 1765: Facciata della Chiesa gesuitica di San Michele, a Würzburg.